# 클라불란산
클라불란산(Clavulanic acid)는 베타-락탐계열 항생제로, 자살억제성(mechanism-based) 베타-락타메이스 억제제로 작용한다. 이로써 대부분의 페니실린을 비활성화하는 베타-락타메이스를 분비하는 세균의 항생제 저항성을 극복할 수 있다.
클라불란산은 스스로는 항생제 효과가 없어서 페니실린 그룹 항생제와 함께 투여한다. 아목시실린이 도입된 후 시간이 지남에 따라 몇몇의 세균은 기본적인 베타-락탐계열 항생제에 내성을 띄도록 진화했다. 아목시실린은 펩티도글리칸 합성을 통해 세균이 세포막을 형성하는 DD-트랜스펩티다아제를 베타-락탐 고리를 형성하여 응고시킨다. 하지만 진화에 따라 세균은 베타-락타메이스라는 효소를 생성함으로써 베타-락탐 고리를 가수분해하여 DD-트랜스펩티다아제을 응고시키는 것을 저해한다. 클라불란산은 이 베타-락타메이스를 응고시켜 베타-락타메이스로부터 베타-락탐 고리가 가수분해되는 것을 막고 아목시실린이 제 효과를 낼 수 있도록 하는 역할을 한다.
가장 일반적인 형태인 클라불란산 포타슘은 다음의 화합물과 결합한다.
- 아목시실린 (아목시실린/클라불란산을 만든다)
- 치카르실린

1974년에 특허가 등록되었다.

## 기원
이름은 클라불란산을 합성하는 스트렙토마이세스 클라불리게루스(Streptomyces clavuligerus)에서 가져왔다.

### 생합성

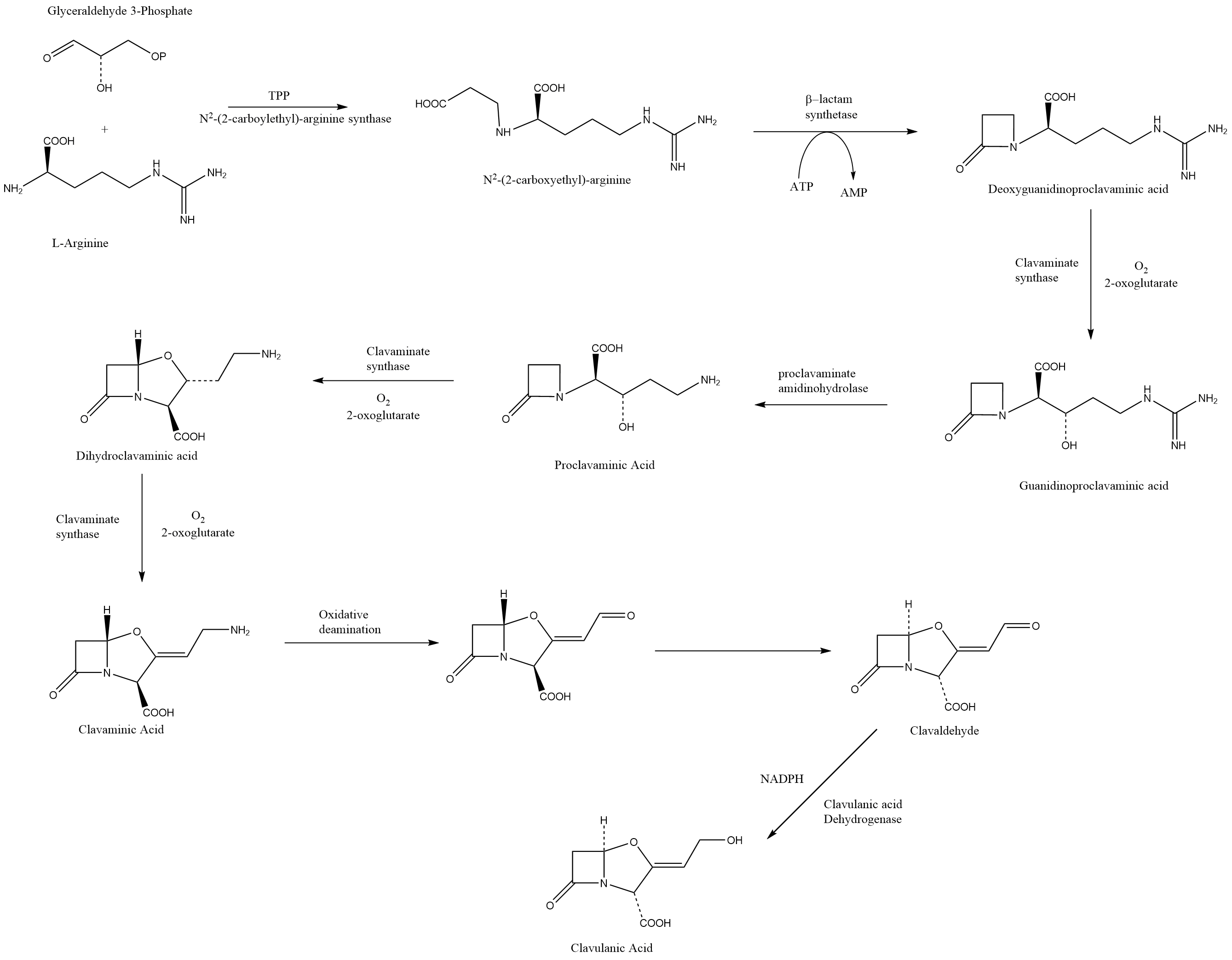
클라불란산 합성경로의 중간산물들

아미노산의 일종인 아르기닌과 글리세르알데하이드 3-인산으로부터 생합성된다. 베타-락탐 유사 구조로 인해 구조적으로 페니실린과 비슷해 보이지만, 페니실린과는 다른 합성 경로 및 합성 효소를 필요로 한다. 클라불란산은 스트렙토마이세스 클라불리게루스균에 의해 합성되는 물질로, 글리세르알데하이드 3-인산염과 L-아르기닌에서 합성이 시작된다. 모든 중간단계 산물이 알려져 있긴 하지만, 각 효소 반응 기작은 아직 완전히 알려지지는 않았다. 생합성에는 주로 클라바민산 합성효소(Clavaminate synthase), 베타-락탐 합성효소, N2-(2-카르복시에틸)-L-아르기닌 합성효소(CEA) 등 3가지 효소가 사용된다. 클라바민산 합성효소는 클라불란산 유전자군(gene cluster)의 orf5에 의해 암호화되는 비헤메 철 알파-케토글루타르산 의존 산소 첨가 효소이다. 이 효소의 구체적 작동 기작에 대해선 아직 완전히 이해되지는 않지만, 클라불란산의 전반적인 합성의 3가지 단계를 조절한다. 3가지 단계는 모두 촉매 철 중심부의 동일한 영역에서 발생하지만 순차적으로 발생하지는 않으며, 클라불란산 구조의 다른 영역에도 영향을 미친다.
베타-락탐 합성효소는 클라불란산 유전자군 orf3에 의해 암호화되는 단백질로 54.5 kDa의 크기를 가지며, B군 효소인 아스파라긴합성효소와 유사한 형태를 가진다. 이 효소의 정확한 작동 기작은 아직 밝혀지지 않았지만, CEA 합성효소 및 아데노신 삼인산과 함께 작용하는 것으로 보인다.

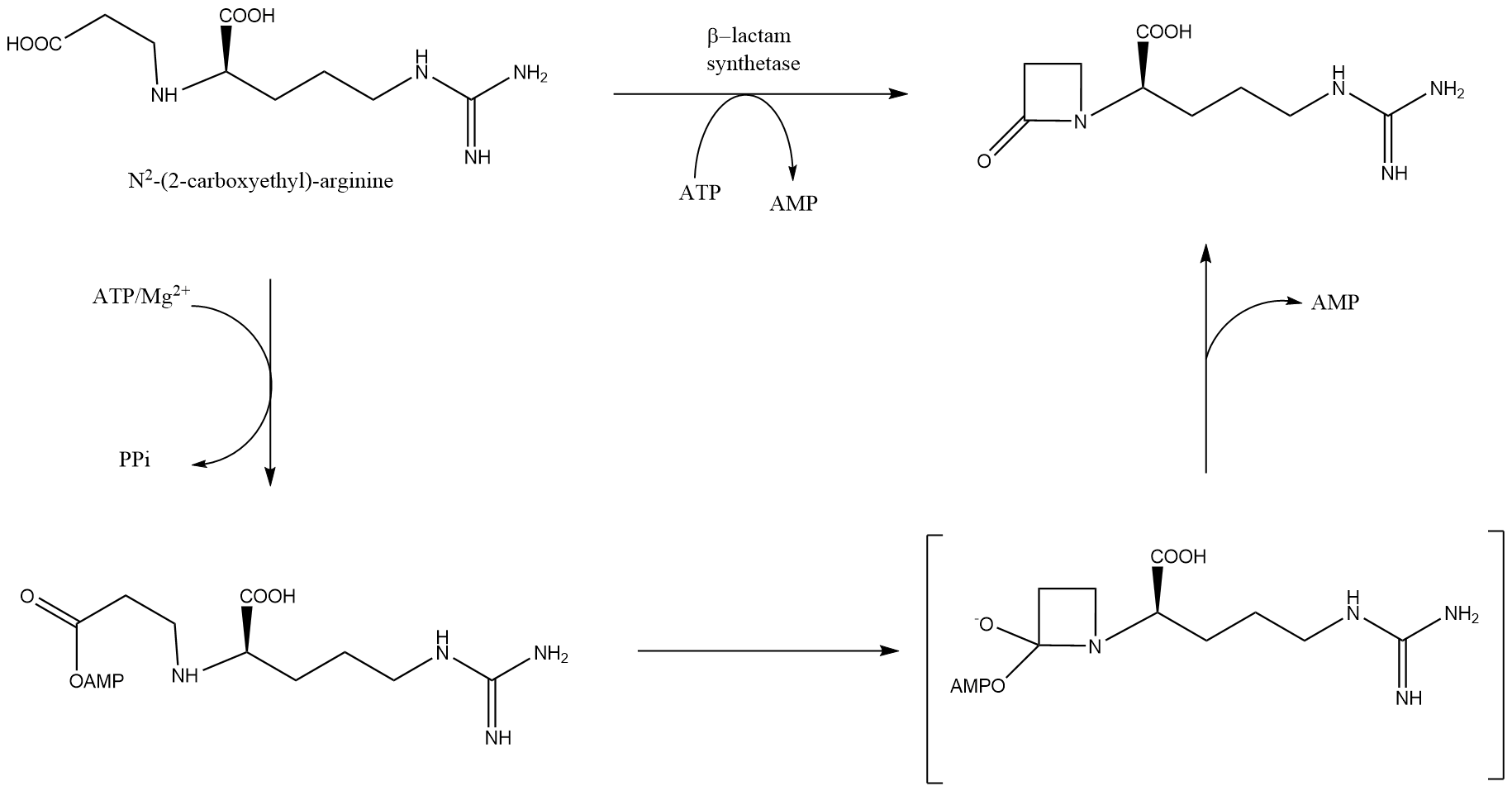
베타-락탐 합성효소의 작동 기작 후보

CEA 합성효소는 60.9 kDA의 크기를 가지는 단백질로, 클라불란산 생합성 유전자군에서 처음으로 발견되는 첫 번째 유전자이며 orf2에 암호화되어있다. 이 역시 구체적인 작동 기작은 연구중이나, 클라불란산 생합성의 첫 단계인 티아민 디포인산(TDP, 티아민 피로인산)이 존재하는 상태에서 글리세르알데하이드 3-인산과 L-아르기닌을 결합시키는 능력을 가지고 있다는 사실은 알려져 있다.

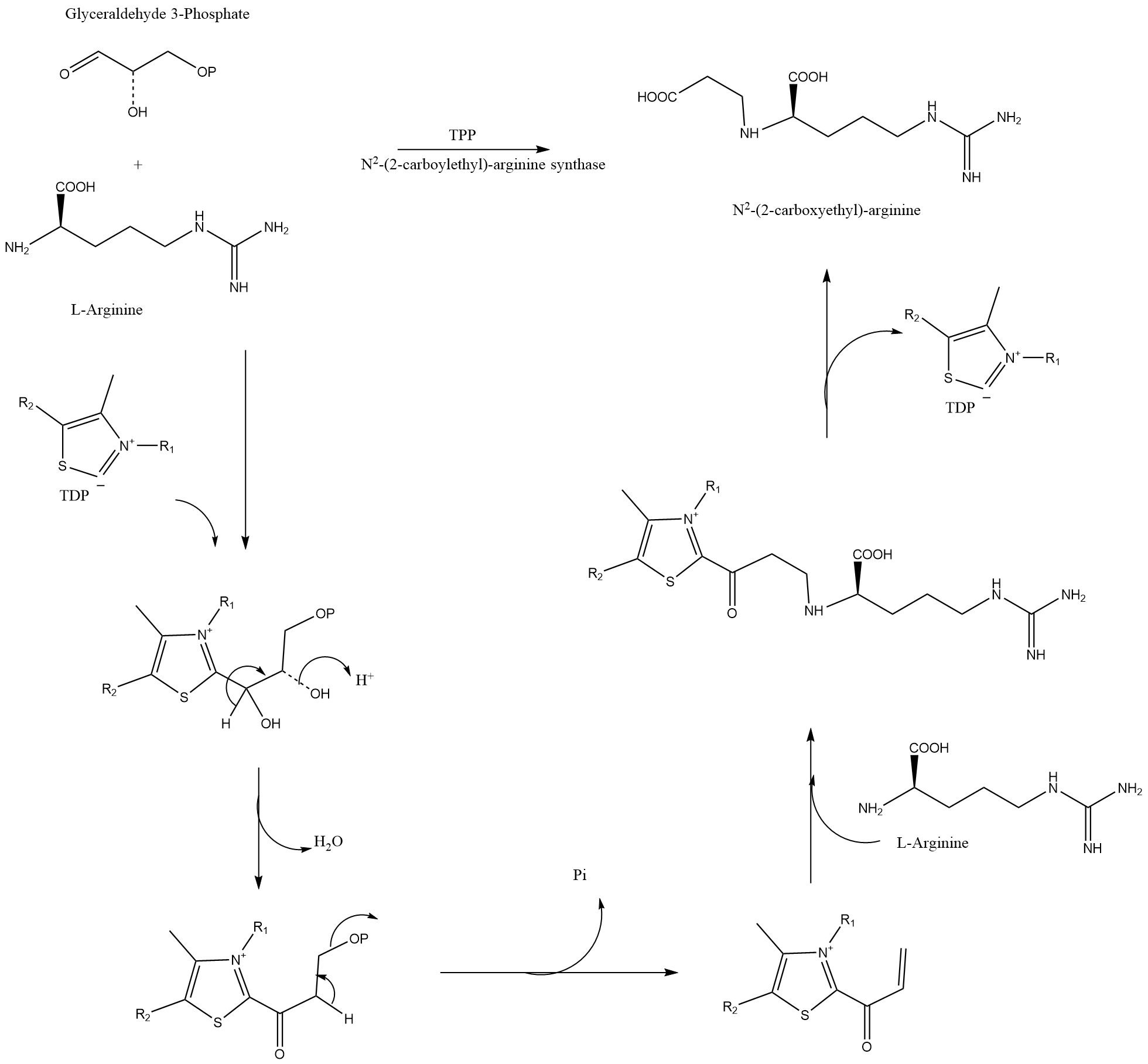
CEA 합성효소의 작동 기작 후보

## 부작용
클라불란산을 페니실린과 병용할 경우 치료 중이나 직후에 담즙정체성 황달과 급성 간염의 발병률이 증가하는 것으로 나타났다. 황달의 경우 자연적으로 치료되는 것이 대부분이나, 일부 사례에서는 매우 치명적으로 나타났다.
영국 약물안정성위원회(CSM)에서는 아목시실린 내성 베타-락타메이스 생성 균주에 의해 발생한 것으로 의심되는 세균성 질환 환자에게, 일단 아목시실린/칼라불란산 제제의 투여를 유보할 것을 권고하고 있다. 일반적으로 14일 넘게 투여해서는 안 된다.
알레르기 역시 보고되었다.

## 역사
1974~1975년에 비첨사에서 근무하는 영국인 과학자들이 스트렙토마이세스 클라불리게루스라는 이름의 세균에서 발견하였다. 여러 시도 끝에 1981년 마침내 이 약물에 대한 미국 특허 보호를 신청했고, 1985년에는 특허번호 4,525,352, 4,529,720, 4,560,552이 부여되었다.

## 참고 자료
- Evans, Justin; Hannoodee, Maryam; Wittler, Micah. “Amoxicillin Clavulanate”. 《StatPearls》.